# Freiburger Burschenschaft Alemannia
Die Freiburger Burschenschaft Alemannia ist eine dachverbandsfreie, farbentragende, fakultativ schlagende Studentenverbindung an der Albert-Ludwigs-Universität Freiburg. Sie zählt zu den ältesten Studentenverbindungen in Freiburg im Breisgau.

## Couleur und Wahlspruch
Die Freiburger Alemannen tragen die Farben Blau-Weiß-Moosgrün mit silberner Perkussion. Bei den Farben handelt es sich um die Farben der Albert-Ludwigs-Universität Freiburg (blau-weiß), ergänzt um das Moosgrün des Schwarzwalds. Füxe tragen die Farben blau-weiß. Die Kneipjacken der Freiburger Alemannen sind blau mit weißen Kordeln ziseliert.
Der Wahlspruch Freiheit-Ehre-Vaterland! geht auf die Urburschenschaft zurück; die Erstnennung der Freiheit steht in der Tradition der Badischen Revolution. Als Kopfcouleur werden Mützen in blauer Farbe getragen.

## Geschichte

### Verein
Die Vorläuferorganisation der Alemannia wurde 1860 als namenloser Verein der Universität gegründet, der es sich, mit deren Genehmigung, zum Ziel erklärte, nichtkorporierten Freiburger Studenten eine Möglichkeit zum Zusammenschluss zu bieten, ohne in die damals oft körperlich ausgetragenen Auseinandersetzungen zwischen den konkurrierenden Verbindungen verwickelt zu werden.

### Akademische Verbindung bis Burschenschaft

Die Alemannia als Mitglied der Deutschen Burschenschaft (1915)

1872 wandelte sich der Verein in eine straffer geführte Akademische Verbindung um, die, unter Bezugnahme auf den Volksstamm, der seit der Antike im südwestdeutschen Raum siedelte, den Namen Alemannia annahm. Burschenschaft wurde Alemannia 1879, weil das Austragen von Bestimmungsmensuren zu dieser Zeit eine Anlehnung an eine der größeren akademischen Bewegungen erforderte. Diese eher untypische Gründungsgeschichte einer Burschenschaft aus einer Organisation heraus, deren eigentliche Grundidee die Überwindung des klassischen Korporationswesens im Sinne des Progresses war, blieb für Alemannia auch in der Folgezeit prägend. Noch 1909 bestanden keine Verkehrsverhältnisse oder formalisierten Kontakte zu weiteren Burschenschaften, womit die Freiburger Alemannia einen Ausnahmefall im mitteleuropäischen Korporationswesen darstellte.
Kurz nach der Umwandlung in eine Burschenschaft übernahm Alemannia für das Wintersemester 1879/80 den Vorsitz des Eisenacher Deputierten-Conventes, der Vorläuferorganisation des 1881 gegründeten Allgemeinen Deputierten-Conventes, der seit 1902 als Deutsche Burschenschaft auftritt. Die bereits 1895 publizierte Beschreibung des Archivs gilt als exemplarisches Beispiel der verbindungsinternen Verschriftlichung im sprachwissenschaftlichen Sinn.

### Die Zeit der zwei Weltkriege
Im Ersten Weltkrieg verlor die Alemannia etwa 40 Bundesbrüder. Darunter war auch der Leutnant Albert Dossenbach, der als Pour-le-Mérite-Träger zu den am höchsten dekorierten Kampffliegern der deutschen Streitkräfte gehörte. Bei dessen zum Lokalereignis stilisierten und von Vertretern der Freiburger Stadt und Universität (unter anderem Oskar de la Camp) besuchten Bestattung am 11. Juli 1917 kam der Alemannia eine für diese Zeit typische, führende Rolle zu.
In der von Richtungsstreitigkeiten innerhalb der Deutschen Burschenschaft geprägten Zwischenkriegszeit stellte sich die Alemannia 1925 gegen den eigenen Dachverband, indem sie dessen Unvereinbarkeitsbeschluss mit dem Reichsbanner Schwarz-Rot-Gold nicht umsetzte. Entsprechend lehnte die Burschenschaft in der Zeit des Nationalsozialismus auch die aktive Gleichschaltungspolitik der Deutschen Burschenschaft ab und trat 1935, mit nur knapp über 30 anderen Bünden, der so genannten Alten Burschenschaft bei, die jedoch noch im selben Jahr zerschlagen wurde. Die Aktivitas der Alemannia musste sich 1936 auflösen und lebte 1937 inoffiziell in der Kameradschaft Kampfflieger Dossenbach weiter.

### Nachkriegszeit
1949 wurde die Burschenschaft durch Mitglieder der aus Krieg und Gefangenschaft heimgekehrten Dossenbacher wiedergegründet; Mensur und die Zugehörigkeit zur Deutschen Burschenschaft waren in den folgenden beiden Jahrzehnten wieder selbstverständliche Elemente des Bundeslebens. Eine besondere Rolle spielte Alemannia am Burschentag 1971, an dem der historische Kompromiss geschlossen wurde, der nur durch Ausschluss der Freiburger Alemannen erreicht werden konnte.
1972 wurde die Freiwilligkeit des Schlagens von Mensuren schließlich Bestandteil einer neuen Satzung, eine Entscheidung, die nicht unumstritten war und von bekannten Mitgliedern der Burschenschaft auch öffentlich in Frage gestellt wurde, wie etwa von dem sozialdemokratischen Bundestagsabgeordneten und vormaligen hessischen Wirtschaftsminister Harald Koch, der nichtsdestotrotz auch weiterhin aktiv als Freiburger Alemanne in der Öffentlichkeit auftrat.

### Austritt aus Deutscher Burschenschaft
1976 wurde die Alemannia erneut vorübergehend aus der Deutschen Burschenschaft ausgeschlossen, weil sie in einem Antrag die Unvereinbarkeit der Mitgliedschaften in Deutscher Burschenschaft und NPD forderte. 1991 schließlich erklärte die Aktivitas ihren endgültigen Austritt aus dem Dachverband, 1999 folgte die Altherrenschaft. Seitdem ist die Freiburger Burschenschaft Alemannia dachverbandsfrei.

### Seit 2000

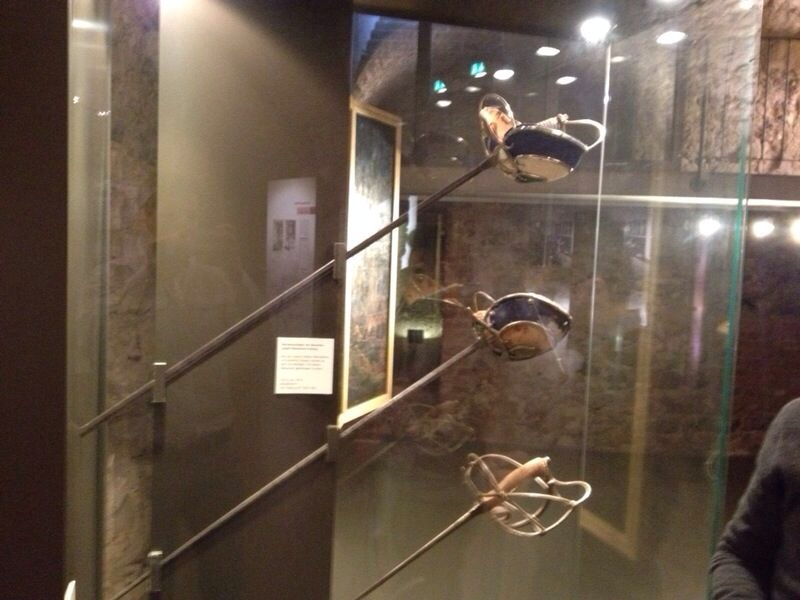
Prunkschläger, Mensurschläger und Paukschläger der B! Alemannia im Uniseum Freiburg

2016 wurde ein Freundschaftsverhältnis mit der Burschenschaft Vineta Heidelberg geschlossen.
Als Teil der Freiburger Universitätsgeschichte sind Couleur der Alemannia sowie Prunk-, Pauk- und Mensurschläger im Universitätsmuseum ausgestellt und zu besichtigen.

## Korporationshaus und Berghaus
Das 1911 erworbene, im Freiburger Stadtteil Wiehre gelegene Korporationshaus ist Mittelpunkt des Bundeslebens; errichtet wurde es vom Architekten Wilhelm Meeß.
In der Gemeinde Feldberg-Bärental im Schwarzwald verfügt die Alemannia überdies über ein Berghaus.

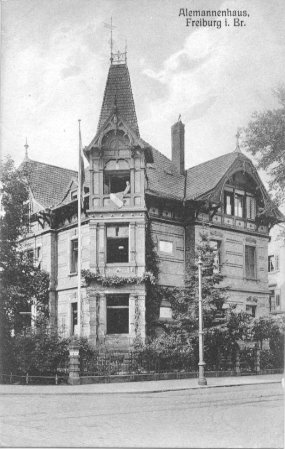
Alte Aufnahme Alemannenhaus Freiburg
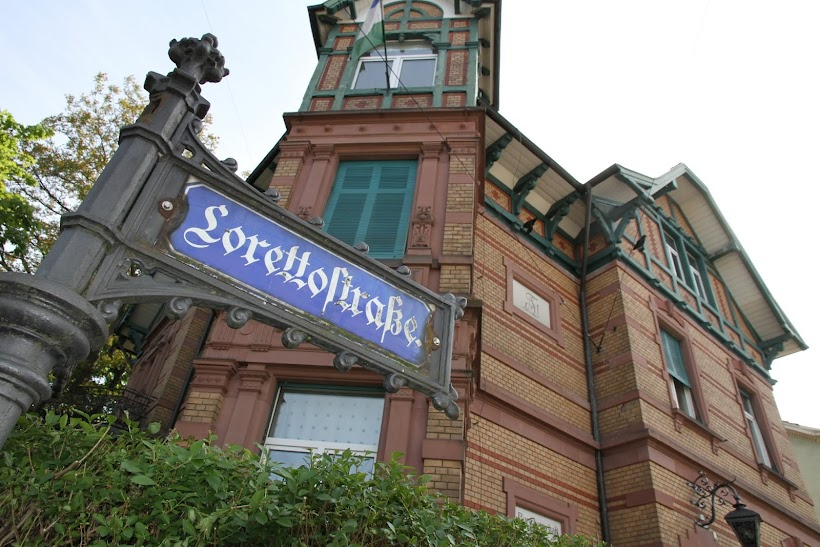
Alemannenhaus Freiburg 2014
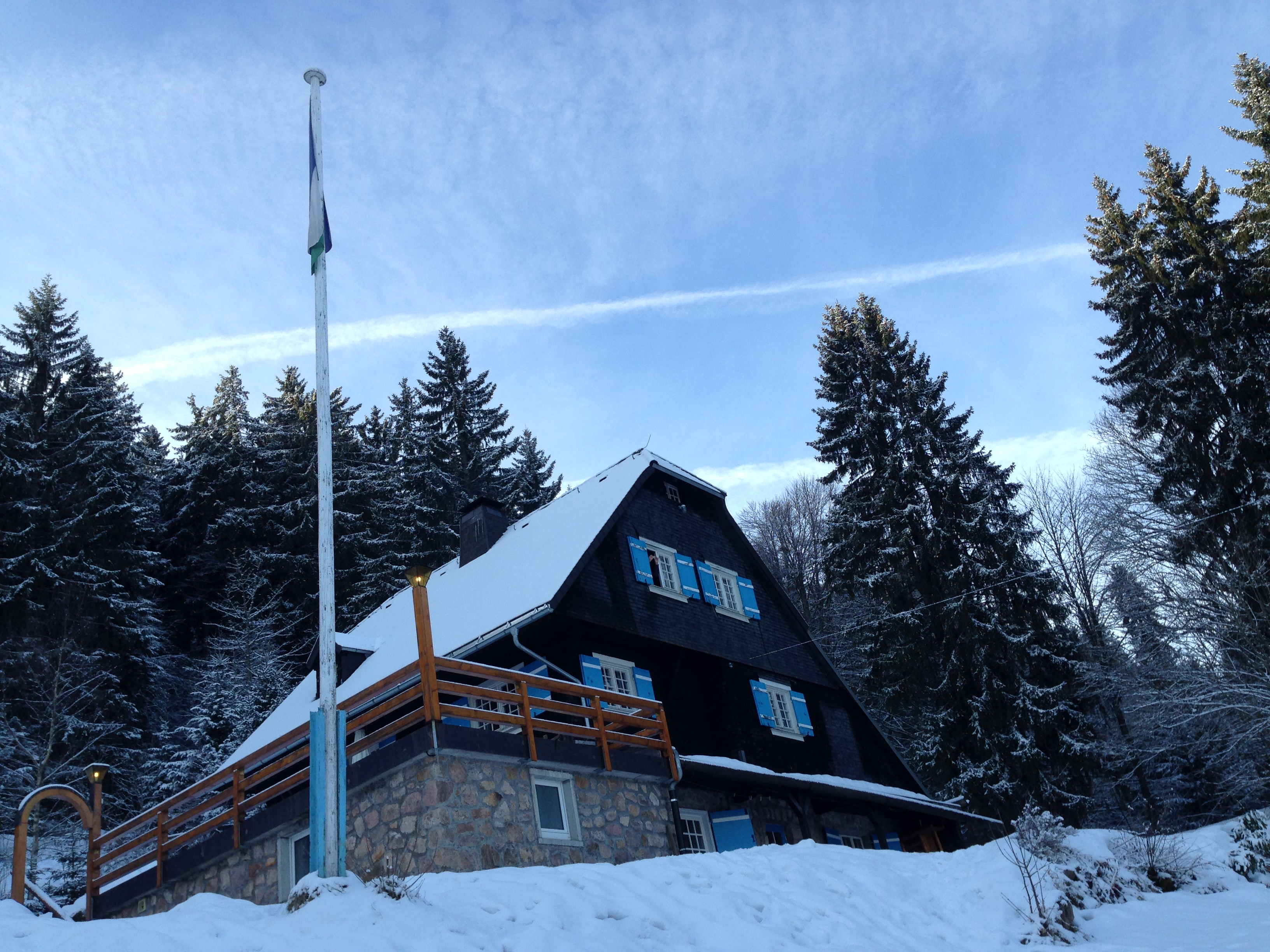
Berghaus der Alemannia

## Freiburger Studentenball und Kontroversen
Die Freiburger Alemannia ist seit 2014 Mitausrichterin des so genannten Freiburger Studentenballes, der seit seinem Bestehen für Kontroversen sorgt. Dabei wurde insbesondere von antifaschistischen Gruppen wiederholt kritisiert, dass die Universität Räumlichkeiten an eine Organisation vergebe, denen sie ein „rechtskonservatives und reaktionäres Weltbild“ vorwarfen. Die Universität wies diese Behauptungen als unbegründet ab. Auch die Organisatoren des Balles wiesen die Vorwürfe zurück.

## Bekannte Mitglieder (Auswahl)
- Joachim Bahlcke (1963), Historiker und Universitätsprofessor
- Hans Barry (1879–1966), Beamter in der Bergverwaltung
- Anton Josef Beck (1857–1922), Beamter und Mitglied des Reichstags
- Arnold Brügmann (1912–1995), Historiker und Archivar
- Albrecht Burchard (1873–1948), Mediziner und Hochschullehrer
- Ferdinand Dewers (1889–1961), Botaniker und Geologe
- Albert Dossenbach (1891–1917), Ritter des Ordens Pour le Mérite und Kampfflieger im Ersten Weltkrieg
- Bernhard Gaster (1867–1938), Philologe und Direktor des Französischen Gymnasiums Berlin
- Karl-Heinz Hahlbrock (1917–2003), HNO-Mediziner
- Gunter Huonker (1937–2021), Parlamentarischer Staatssekretär, Bundestagsabgeordneter (SPD) (1981 ausgetreten)
- Harald Koch (1907–1992), Politiker (SPD), hessischer Wirtschaftsminister
- Friedrich König (1857–1935), Politiker (NLP, DDP), Abgeordneter des Badischen Landtags
- Günter Kuhl (1907–1948), Jurist, SS-Obersturmbannführer und leitender Gestapomitarbeiter
- Otto Laue (1875–1933), Oberbürgermeister von Witten und Preußischer Landtagsabgeordneter
- Hans Lüer (1899–1971), Chemiker
- Kurt Lüer (1863–1946), Pharmazeut
- Arthur Lüttringhaus senior (1873–1945), Chemiker
- Hans-Joachim Martini (1908–1969), Geologe und Leiter der Bundesanstalt für Geowissenschaften und Rohstoffe
- Franz Oppenheimer (1864–1943), Nationalökonom und Soziologe
- Hermann Paull (1867–1944), Mediziner
- Friedrich Pfenningsdorf (1870–1945), Mitglied der Mecklenburgischen Landstände, Ehrenbürger von Kröpelin
- Wilfried Rödiger (1937–2016), Internist und Kardiologe
- Hermann Schloffer (1868–1937), österreichischer Chirurg und Hochschullehrer in Innsbruck und Prag
- Anton Schütz (1861–1919), Bürgermeister und Landtagsabgeordneter
- Robert Sommer (1883–1956), Verwaltungsjurist
- Paul Steffan (1885–1957), Flottenarzt und Blutgruppenforscher
- Joseph Stöckle (1844–1893), Altphilologe und Schriftsteller
- Hans Venedey (1902–1969), Jurist und Politiker (SPD), Staatsminister des Innern von Groß-Hessen (1945/46) (Mitglied 1922–1925)
- Hermann Venedey (1904–1980), Pädagoge und Schuldirektor (Mitglied 1923–1925)
- Martin Venedey (1860–1934), Jurist und linksliberaler Politiker (FVP, DDP)
- Julius Versé (1881–1966), Geologe und Bergbauingenieur
- Kurt Wehrle (1905–1976), Verwaltungsjurist und Landrat des Landkreises Emmendingen
- Alfred Zerban (1933–2014), Volkswirt, Hörfunkjournalist